# Cuneiform Records
Cuneiform Records ist ein US-amerikanisches Plattenlabel. Es entstand 1984 aus dem Versandhandel Wayside Music in Silver Spring, den der Gründer Steve Feigenbaum seit 1980 führte. Cuneiform hat sich auf (insbesondere experimentellere) Neu- und Wiederveröffentlichungen aus den Genres Jazz, Progressive Rock und Elektronische Musik spezialisiert.

## Musiker und Bands
Cuneiform verlegte oder verlegt u. a. Alben der folgenden Musiker und Bands:
- Raoul Björkenheim
- Brotherhood of Breath
- The Claudia Quintet
- Graham Collier
- Elton Dean
- Delivery
- Carlo DeRosa
- Paul Dunmall
- Fred Frith und Henry Kaiser
- Gösta Berlings Saga
- Guapo
- Happy the Man
- Heldon
- Hugh Hopper
- Led Bib
- Matching Mole
- Harry Miller
- Miriodor
- National Health
- Nucleus
- Present
- Proto-Kaw
- Radio Massacre International
- Ray Russell
- Wadada Leo Smith
- Soft Machine
- Thinking Plague
- Steve Tibbetts
- Univers Zéro
- Gary Windo
- Robert Wyatt